# Bhimavaram
Bhimavaram é uma cidade no estado indiano de Andra Pradexe. É a segunda maior cidade no distrito de Godavari Ocidental.
Alguns templos famosos estão localizados nesta área:
- Templo Gunupudi Somarama temple, um dos cinco Pancharamas.
- Templo Mavullamma
- Templo Bhimeshvara (o nome da cidade deriva daqui).
- Templo Datta Kshetram
- Templo Venkateswara

Este é um dos locais mais ricos do distrito. Tem uma forte atividade comercial. É um local bem servido de serviços de transporte (autocarro e comboio). Está localizada a 455 km de Haiderabade, a 270 km de Visagapatão  e a 103 km de Vijayawada.